# Wognummer Operette- en Musical Vereniging

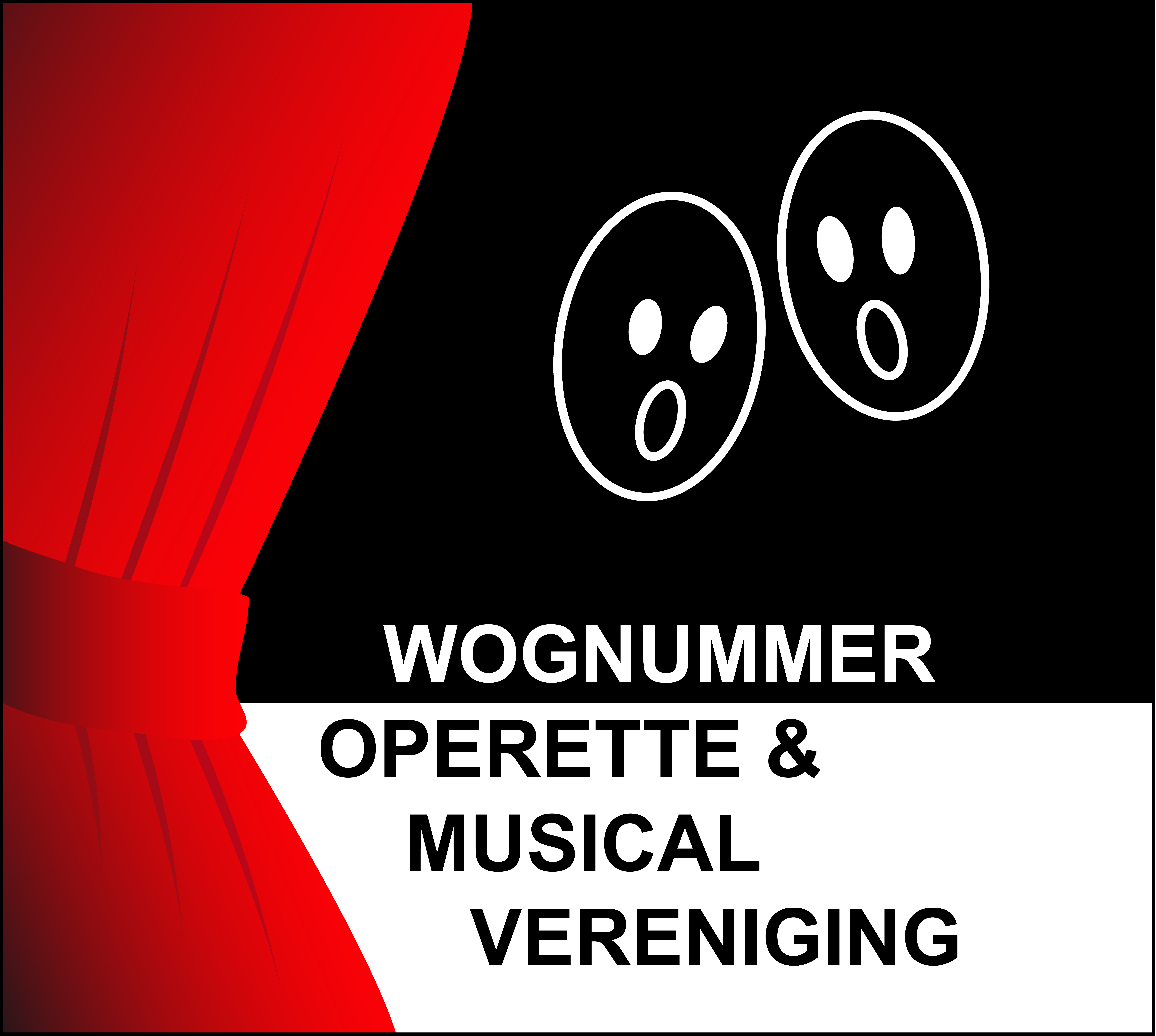
Logo WOMV

De Wognummer Operette- en Musical Vereniging is een muziekvereniging uit Wognum die is begonnen als de R.K. Operette Vereniging Wognum op 22 september 1958. In 1992 is de overstap gemaakt naar musical, wat het publiek destijds meer aansprak. Ieder jaar wordt er nu in november een musical opgevoerd. In de operettetijd was het gebruikelijk dat er door het koor een operette werd ingestudeerd, waarna er solisten werden ingehuurd welke een paar repetities meededen waarna het stuk werd opgevoerd. Anno 2008 worden de musicals met eigen leden opgevoerd. Iedereen mag lid worden en auditie doen. 
27 september 2008 kon het 50-jarig jubileum van de vereniging gevierd worden, en november 2008 werd dan ook groots uitgepakt met het jubileumstuk 3 Musketiers.
Alle uitvoeringen vinden plaats in "zaal Stam", het dorpscafé. Hier is tijdens de verbouwing in 2001 een toneeltoren gebouwd door de vereniging. Samen met het professioneel ingehuurde licht en geluid, en de professionele leiding van regisseur, dirigent en choreografie levert dit uitvoeringen op die in recensies "van bovenregionaal niveau" worden genoemd.